# ヴァンドルディ
『ヴァンドルディ』(Vendredi) は、フランス人民戦線の時代に発行されていたフランスの左翼の週刊新聞。紙名は「金曜日」の意である。

## 沿革
同紙の創始者は、アンドレ・シャンソン、ジャン・ゲーノ、アンドレ・ヴィオリスであった。編集長は、ルイ・マルタン＝ショフィエであった.。
『ヴァンドルディ』に寄稿した漫画家には、ジャン・エッフェルやジャン・ブリュレルがいた.。
創刊号は、1935年11月8日に刊行され、紙面にはアンドレ・ジッド、ジャン・カスー、ジュリアン・バンダ、ジャック・マリタン、ジャン・ジオノ、アンドレ・ヴュルムセル、ポール・ニザンが署名を寄せた。
同紙はたちまち成功を収め、第5号の発行部数は10万部を超えた。同紙は1936年春の選挙で左翼を支持し、その後はレオン・ブルム政権を、スペインへの不介入政策にブルム自身は賛成しなかったにもかかわらず、支持した.。
ブルムの辞任後、紙面の熱意は低下し、1938年5月13日付にはゲーノが「我々はもはや存在しないものを守らない (On ne défend pas ce qui n'existe plus)」と記し、発行部数の凋落と財政の困難が始まった。1938年の遅い時期には、『ヴァンドルディ』は紙名を『ルフレ (Reflets)』と改題したが、紙勢は回復せず、1938年12月にこの新聞は消滅した。

## 日本への影響
同時代の日本では、『ヴァンドルディ』に紙名をあやかった隔週刊紙『土曜日』が1936年から1937年にかけて発行された。
また、後年の1993年に創刊された週刊誌『週刊金曜日』の名は、上記の『土曜日』と『ヴァンドルディ』にちなんだものである。